# Yanic Wildschut
Yanic Wildschut (Amsterdam, 1º novembre 1991) è un calciatore olandese naturalizzato surinamese, attaccante svincolato.

## Carriera

### Club
Dopo aver giocato nel settore giovanile dell'Ajax, nella stagione 2010-2011 ha segnato 3 gol in 33 presenze nella seconda serie olandese con lo Zwolle, più un ulteriore gol in 4 presenze nei playoff ed un gol in 2 presenze in Coppa dei Paesi Bassi. Nell'estate del 2011 viene acquistato dal VVV-Venlo, con cui nella sua prima stagione mette a segno 7 reti in 29 presenze nella massima serie olandese; viene riconfermato anche per la stagione successiva, nella quale realizza una rete in 32 presenze in campionato, più altre 2 presenze senza reti nei playout. In seguito alla retrocessione della squadra chiede di essere ceduto, venendo acquistato dall'Heerenveen il 24 giugno 2013; firma con la nuova squadra un contratto triennale. Il 31 gennaio 2014 si trasferisce in prestito all'ADO Den Haag.
Il 1º settembre 2014, ultimo giorno di calciomercato, si trasferisce a titolo definitivo al Middlesbrough, club militante nella seconda divisione inglese. Dopo altre esperienze inglesi, nel luglio del 2019 firma un contratto biennale con il Maccabi Haifa.

### Nazionale
Nel 2011 ha giocato un'amichevole con l'Under-20; tra il 2011 ed il 2013 ha giocato complessivamente 10 partite in Under-21, 5 delle quali nelle qualificazioni agli Europei di categoria di giugno 2013.
Nel 2022 ha scelto di rappresentare il Suriname, esordendo nella nazionale del Paese caraibico nel giugno del 2022.

## Statistiche

### Presenze e reti nei club
Statistiche aggiornate al 23 giugno 2025.
| Stagione             | Squadra              | Campionato           | Campionato | Campionato | Coppe nazionali | Coppe nazionali | Coppe nazionali | Coppe continentali | Coppe continentali | Coppe continentali | Altre coppe | Altre coppe | Altre coppe | Totale | Totale |
| Stagione             | Squadra              | Comp                 | Pres       | Reti       | Comp            | Pres            | Reti            | Comp               | Pres               | Reti               | Comp        | Pres        | Reti        | Pres   | Reti   |
| -------------------- | -------------------- | -------------------- | ---------- | ---------- | --------------- | --------------- | --------------- | ------------------ | ------------------ | ------------------ | ----------- | ----------- | ----------- | ------ | ------ |
| 2010-2011            | PEC Zwolle           | ED                   | 32+4       | 3+1        | CO              | 2               | 1               | -                  | -                  | -                  | -           | -           | -           | 38     | 5      |
| 2011-2012            | VVV-Venlo            | E                    | 29+4       | 7+0        | CO              | 0               | 0               | -                  | -                  | -                  | -           | -           | -           | 33     | 7      |
| 2012-2013            | VVV-Venlo            | E                    | 32+2       | 1+0        | CO              | 1               | 0               | -                  | -                  | -                  | -           | -           | -           | 35     | 1      |
| Totale VVV Venlo     | Totale VVV Venlo     | Totale VVV Venlo     | 61+6       | 8+0        |                 | 1               | 0               |                    | -                  | -                  |             | -           | -           | 68     | 8      |
| 2013-gen.2014        | Heerenveen           | E                    | 18         | 2          | CO              | 3               | 0               | -                  | -                  | -                  | -           | -           | -           | 21     | 2      |
| gen.-giu. 2014       | ADO Den Haag         | E                    | 7          | 0          | CO              | 0               | 0               | -                  | -                  | -                  | -           | -           | -           | 7      | 0      |
| ago. 2014            | Heerenveen           | E                    | 4          | 0          | CO              | 0               | 0               | -                  | -                  | -                  | -           | -           | -           | 4      | 0      |
| Totale Heerenveen    | Totale Heerenveen    | Totale Heerenveen    | 22         | 2          |                 | 3               | 0               |                    | -                  | -                  |             | -           | -           | 25     | 2      |
| 2014-2015            | Middlesbrough        | FLC                  | 11         | 2          | FACup+CdL       | 1+1             | 0+0             | -                  | -                  | -                  | -           | -           | -           | 13     | 2      |
| ago. 2015            | Middlesbrough        | FLC                  | 1          | 0          | FACup+CdL       | 0+1             | 0+1             | -                  | -                  | -                  | -           | -           | -           | 2      | 1      |
| Totale Middlesbrough | Totale Middlesbrough | Totale Middlesbrough | 12         | 2          |                 | 3               | 1               |                    | -                  | -                  |             | -           | -           | 15     | 3      |
| 2015-2016            | Wigan                | FL1                  | 34         | 7          | FACup+CdL       | 1+0             | 0+0             | -                  | -                  | -                  | EFL         | 3           | 2           | 38     | 9      |
| 2016-gen. 2017       | Wigan                | FLC                  | 25         | 4          | FACup+CdL       | 2+0             | 1+0             | -                  | -                  | -                  | -           | -           | -           | 27     | 5      |
| Totale Wigan         | Totale Wigan         | Totale Wigan         | 59         | 11         |                 | 3               | 1               |                    | -                  | -                  |             | 3           | 2           | 65     | 14     |
| gen.-giu. 2017       | Norwich City         | FLC                  | 9          | 1          | FACup+CdL       | 0+0             | 0+0             | -                  | -                  | -                  | -           | -           | -           | 9      | 1      |
| 2017-gen. 2018       | Norwich City         | FLC                  | 16         | 1          | FACup+CdL       | 1+3             | 0+0             | -                  | -                  | -                  | -           | -           | -           | 20     | 1      |
| Totale Norwich       | Totale Norwich       | Totale Norwich       | 25         | 2          |                 | 4               | 0               |                    | -                  | -                  |             | -           | -           | 29     | 2      |
| gen.-giu. 2018       | Cardiff City         | FLC                  | 10         | 0          | FACup+CdL       | 0+0             | 0+0             | -                  | -                  | -                  | -           | -           | -           | 10     | 0      |
| 2018-2019            | Bolton               | FLC                  | 16         | 2          | FACup+CdL       | 1+1             | 0+0             | -                  | -                  | -                  | -           | -           | -           | 18     | 2      |
| 2019-2020            | Maccabi Haifa        | LhA                  | 32         | 5          | CI+CdL          | 3+1+            | 0+0             | UEL                | 1                  | 0                  | -           | -           | -           | 37+    | 5      |
| 2020-2021            | Maccabi Haifa        | LhA                  | 22         | 1          | CI              | 3               | 1               | UEL                | 2                  | 0                  | -           | -           | -           | 27     | 2      |
| Totale Maccabi Haifa | Totale Maccabi Haifa | Totale Maccabi Haifa | 54         | 6          |                 | 7+              | 1               |                    | 3                  | 0                  |             | -           | -           | 64+    | 7      |
| 2021-2022            | CSKA Sofia           | PFL                  | 29         | 0          | CB              | 4               | 0               | UECL               | 11                 | 1                  | SB          | 1           | 0           | 45     | 1      |
| 2022-2023            | Oxford Utd           | FL1                  | 23         | 1          | FACup+CdL       | 1+0             | 0+0             | -                  | -                  | -                  | -           | -           | -           | 24     | 1      |
| 2023-2024            | Exeter City          | FL1                  | 31         | 1          | FACup+CdL       | 1+2             | 0+0             | -                  | -                  | -                  | EFL         | 1           | 1           | 35     | 2      |
| 2024-2025            | Exeter City          | FL1                  | -          | -          | FACup+CdL       | -               | -               | -                  | -                  | -                  | EFL         | -           | -           | -      | -      |
| Totale Exeter City   | Totale Exeter City   | Totale Exeter City   | 31         | 1          |                 | 3               | 0               |                    | -                  | -                  |             | 1           | 1           | 35     | 2      |
| Totale carriera      | Totale carriera      | Totale carriera      | 391        | 39         |                 | 33+             | 4               |                    | 14                 | 1                  |             | 5           | 3           | 443    | 47     |

## Palmarès

### Club

#### Competizioni nazionali
- Football League One: 1

Wigan: 2015-2016
- Campionato israeliano: 1

Maccabi Haifa: 2020-2021